# Yaḩmūreh-ye Do
Yaḩmūreh-ye Do (persiska: یحموره دو) är en ort i Iran.   Den ligger i provinsen Khuzestan, i den centrala delen av landet, 500 km sydväst om huvudstaden Teheran. Yaḩmūreh-ye Do ligger 28 meter över havet och antalet invånare är 142.
Terrängen runt Yaḩmūreh-ye Do är mycket platt. Runt Yaḩmūreh-ye Do är det ganska tätbefolkat, med 120 invånare per kvadratkilometer. Närmaste större samhälle är Abū Garvā-e Yek, 4,8 km sydost om Yaḩmūreh-ye Do. Trakten runt Yaḩmūreh-ye Do består till största delen av jordbruksmark.